# Кудемери
Кудеме́ри (рос. Кудемеры, чув. Кутемер) — присілок у складі Козловського району Чувашії, Росія. Входить до складу Андрієво-Базарського сільського поселення.
Населення — 90 осіб (2010; 113 у 2002).
Національний склад:
- чуваші — 98 %